# Daniel Tovar
Daniel Tovar (27 de agosto de 1989 Ciudad de México, México) es un actor mexicano. Su carrera empezó en 1997 en Bizbirije, un programa de Once TV. En 2002 ingreso a CasAzul la escuela de actuación de Argos Comunicación. Desde entonces ha participado en diversos proyectos para cine, teatro y televisión. Daniel es conocido por el papel de Fito en la serie Skimo de Nickelodeon Latin America a través de sus 4 temporadas. En 2007 protagonizó el internacionalmente aclamado film La Zona al lado de Daniel Giménez Cacho y Maribel Verdú. Ha participado en tres novelas para MTV Latinoamérica, Niñas Mal, Popland y Niñas mal 2.

## Primeros años
Daniel Alejandro Tovar Giombini nació en la Ciudad de México, hijo de Virginia Giombini, y de Alejandro Tovar. Vivió con sus abuelos hasta los 6 años, que fue cuando se mudó con su madre. Tiene un hermano 7 años menor que él; Diego Alexei Tovar Giombini, y una hermana 24 años menor: Ana Jimena Tovar Aspiros. Daniel asistió al Centro Universitario México, una de las mejores preparatorias en la Ciudad de México. Al mismo tiempo estudió actuación en el Grupo Juvenil Especial de CasAzul la escuela de Argos Comunicación.

## Filmografía
| Año             | Título                               | Rol                                                    | Formato      |
| --------------- | ------------------------------------ | ------------------------------------------------------ | ------------ |
| 2025            | Entre paredes                        | Ramiro                                                 | Serie        |
| 2024            | El candidato honesto                 | Uruchurtu                                              | Película     |
| 2024            | Noche de bodas                       | Claudio                                                | Película     |
| 2023            | Tierra de esperanza                  | Crisóforo «Cris» García                                | Telenovela   |
| 2023            | Bendita suegra                       | Lucio Alberto                                          | Película     |
| 2023            | Volver a caer                        | Levin                                                  | Serie        |
| 2022            | Amores permitidos                    | Rodrigo                                                | Película     |
| 2022            | Lotería del crimen                   | Raymundo Zoroastro                                     | Serie        |
| 2022            | Todo por Lucy                        | Richy                                                  | Serie        |
| 2022            | Mirreyes contra Godínez 2: El retiro | Genaro González                                        | Película     |
| 2020            | Mirreyes vs Godinez Home office      | Genaro González                                        | Película     |
| 2019-2020       | Médicos, línea de vida               | Daniel Júarez                                          | Teleserie    |
| 2019            | Backdoor                             | Varios Personajes                                      | Sketch       |
| 2019            | Mirreyes vs Godínez                  | Genaro González                                        | Película     |
| 2017            | Falsos falsificados                  | Oliver Bolaños                                         | Serie        |
| 2016            | Despertar contigo                    | Rodolfo Soler                                          | Telenovela   |
| 2016            | El Vato                              | Valentín Arellano                                      | Serie        |
| 2014            | Señor Ávila                          | Mauro                                                  | Serie        |
| 2013            | Niñas mal 2                          | José de Jesús "Piti"                                   | Telenovela   |
| 2013            | Roast Héctor Suárez                  | Daniel Tovar                                           | Roast        |
| 2012            | El Albergue                          | Nerón                                                  | Serie        |
| 2011            | Un Parpadeo                          | Marco                                                  | Cortometraje |
| 2011            | Popland                              | Jeronimo Bolaño                                        | Telenovela   |
| 2011 - presente | Cositas De Niñas                     | Daniel Tovar                                           | Webisodes    |
| 2010            | Niñas Mal                            | José de Jesús "Piti"                                   | Telenovela   |
| 2010            | Soy tu fan                           | Actor                                                  | Serie        |
| 2010            | Yo Te Estaré Cuidando                | Camilo                                                 | Cortometraje |
| 2009            | Infinito                             |                                                        | Cortometraje |
| 2009            | Me Mueves 2° Temporada               | Arturo                                                 | Serie        |
| 2008            | Me Mueves 1° Temporada               | Arturo                                                 | Serie        |
| 2008            | La Carretera Es Blanca Y Llana       | Perú                                                   | Cortometraje |
| 2007            | La Zona                              | Alejandro                                              | Largometraje |
| 2006-2008       | Skimo                                | Fito                                                   | Serie        |
| 2006            | La Vida Inmune                       | Malhora                                                | Largometraje |
| 2005            | Cuentos De Pelos                     |                                                        | Serie        |
| 2005            | Quinceañera                          |                                                        | Largometraje |
| 2004            | El Diván De Valentina                | Dj                                                     | Serie        |
| 2001            | Perros Patinadores                   |                                                        | Cortometraje |
| 1997-2001       | Bizbirije                            | Diferentes personajes en "No es Justo" y "Ponte Bizbo" | Cápsulas     |

### Teatro
| Año         | Obra                       | Director                | Teatro                    |
| ----------- | -------------------------- | ----------------------- | ------------------------- |
| 2015        | Los Bonobos                | Lía Jelín               | Teatro Banamex Santa Fe   |
| 2012 / 2013 | Barquito de Papel          | América Basurto         | Teatro Carlos Lazo (UNAM) |
| 2009 / 2010 | Barioná El Hijo Del Trueno | Juan José Tagle Briseño | Círculo Teatral           |
| 2009        | Romeo Y Julieta            | Juan José Tagle Briseño | Teatro Julio Prieto       |
| 2003        | 10 Escenas Cortas 10       | María Eugenia Bravo     | CasAzul                   |

## Premios
- Kids Choice Awards México al personaje masculino favorito de una serie por Skimo (2006)